# ArtMarket.com
ArtMarket.com (anciennement Artprice ou artprice.com), créée en 1997, est une entreprise française de cotation du marché de l'art sur Internet, et de vente d'œuvres d'art en ligne. Elle est cotée à la bourse de Paris.

## Historique
Artprice est créé en 1997 par Thierry Ehrmann. C'est un site internet visant à lister de manière complète les œuvres d'art du XVIIe siècle à nos jours.
En 2004, Artprice lance une place de marché à prix fixe d'œuvres d'art, en vue du lancement d'un service de vente aux enchères dans les années à venir. N'obtenant pas de la part du Conseil des ventes volontaires le feu vert en France pour sa plateforme sur internet de vente aux enchères, Artprice annonce en juillet 2014 le lancement de cette application aux États-Unis via sa filiale Artmarket.com. Artmarket.com est détenu à 70 % par Artprice.
En 2010, la maison de vente aux enchères Christie's intente un procès contre Artprice, l'accusant de violation de droits d'auteur quand le site français utilise les images du catalogue de la maison britannique dans ses listes d'œuvres. Christie's réclame 63 millions d'euros à Artprice.
En mai 2013, alors que l'ancien ministre Claude Guéant justifie une somme de 500 000 euros sur son compte en banque comme provenant de la vente de deux tableaux d'Andries van Eertvelt, Artprice publie la réelle valeur estimée de ces deux tableaux : 15 000 euros chacun.
Après avoir mené la refonte de son site internet et de ses applications mobile en 2014, Artprice finit par créer une place de marché normalisée à prix fixe en version premium, c'est-à-dire une version payante des services de mise en vente d'œuvres d'art sur son site,.
En février 2015, la direction d'Artprice annonce étudier sérieusement un rapprochement entre une maison de vente aux enchères américaine et sa filiale américaine, Artmarket.com. Le 29 mai 2015, la société Artprice dément les rumeurs lui prêtant l'intention de racheter le site Artnet.
Malgré de nombreuses annonces de projets visant à faire changer massivement la taille de la société, celle-ci n'a annoncé en 2016 qu'un chiffre d'affaires de 7M€.
En juillet 2019 un nouveau nom est adopté : Artmarket. L'Assemblée générale extraordinaire de la société Artprice.com, du 30 septembre, a décidé de modifier sa dénomination sociale en ArtMarket.com (le libellé des actions est modifié à compter du 7 octobre)[réf. souhaitée].

## Activité
Artprice est le leader mondial des banques de données sur la cotation et les indices de l'art avec plus de 27 millions d'indices et résultats de ventes couvrant plus de 600 000 artistes,.
Artprice Images permet un accès illimité au plus grand fonds du marché de l'art au monde[réf. nécessaire], bibliothèque constituée de 108 millions d'images ou gravures d'œuvres d'art de 1700 à nos jours commentées par ses historiens. Artprice enrichit en permanence ses banques de données en provenance de 4 500 maisons de ventes et publie en continu les tendances du marché de l'art pour les principales agences et 6 300 titres de presse dans le monde. Artprice diffuse auprès de ses 2 072 000 membres, ses annonces, qui constituent désormais la première place de marché normalisée(R) mondiale[réf. nécessaire] pour acheter et vendre des œuvres d'art à prix fixes ou aux enchères (réglementée par les alinéas 2 et 3 de l'article L 321.3 du code du commerce).
Artprice dispose également d'une agence de presse, Art Market Insight.
Artprice est coté sur Euronext.

## Actionnaires
Liste des principaux actionnaires au 11 décembre 2021 :
| Nom                       | %       |
| ------------------------- | ------- |
| Groupe Serveur            | 30,4 %  |
| Finexis                   | 0,81 %  |
| OCEA Gestion              | 0,75 %  |
| GVC Gaesco Gestión        | 0,44 %  |
| Hollencrest Securities    | 0,42 %  |
| UBS La Maison de Gestion  | 0,41 %  |
| Gesiuris Asset Management | 0,28 %  |
| Lord Abbett (en)          | 0,075 % |